# 1919 في سويسرا
فيما يلي قوائم الأحداث التي وقعت خلال عام 1919 في سويسرا.

## كتب
من الكتب التي صدرت هذه السنة في سويسرا:
- 1 يناير – دميان من تأليف هرمان هيسه.

## مواليد

### مايو
- 12 مايو – بيير برامبيا درّاج طريق فرنسي.

### يوليو
- 24 يوليو – فرديناند كوبلر درّاج طريق سويسري.

### سبتمبر
- 9 سبتمبر – غوتفرايد دينست

### ديسمبر
- 9 ديسمبر – جان تاميني لاعب كرة قدم سويسري.

## وفيات

### مايو
- 2 مايو – جورج جيبهاردت (مواليد 1879)

### يوليو
- 7 يوليو – اوسكار بايدر (مواليد 1891)

### نوفمبر
- 4 نوفمبر – دانيال بيتر (مواليد 1836) طباخ ومخترع سويسري.